# Vrutok
Vrutok (makedonsky: Вруток, albánsky: Vërtok) je vesnice v Severní Makedonii. Nachází se v opštině Gostivar v Položském regionu. Vesnice leží na úbočí hory Bistra v pohoří Korab, nedaleko města Gostivar. V blízkosti vesnice se nachází pramen řeky Vardar, největší řeky v Severní Makedonii a Řecku. Poblíž ní stojí i vodní elektrárna. 

## Demografie
Podle sčítání lidu z roku 2021 žije ve vesnici 640 obyvatel. Etnickými skupinami jsou:
- Albánci – 369
- Makedonci – 203
- Turci – 9
- ostatní – 58